# Biebelsheim
Biebelsheim là một xã thuộc huyện Bad Kreuznach trong bang Rheinland-Pfalz, phía tây nước Đức. Xã Biebelsheim có diện tích 3,1 km², dân số thời điểm ngày 31 tháng 12 năm 2006 là 608 người.